# Oriens
Oriens – polskojęzyczne czasopismo propagujące Kościół katolicki obrządku bizantyjsko-słowiańskiego, wydawane w latach 1933–1939 w Krakowie, a potem w Warszawie pod redakcją jezuity Jana Urbana jako dwumiesięcznik.
Pismu nadano charakter popularnonaukowy, a jego zadaniem było tworzenie w społeczeństwie dobrej atmosfery wokół rytu greckiego (bizantyjsko-słowiańskiego) w obrębie Kościoła katolickiego. Konieczność akcji propagandowej wynikała z niechęci polskiego społeczeństwa wobec idei neounijnej, którą posądzano o próbę rusyfikacji ludności kresowej. Pismo poruszało tematykę historyczną, ekumeniczną oraz teologiczną i miało przekonywać o poparciu Watykanu dla kościołów wschodnich oraz korzyściach płynących dla Polski z popierania tego wyznania.
Pierwszy numer wydano w styczniu 1933 roku, a ostatni ukazał się w lipcu 1939 roku, łącznie wydano 40 numerów. Czasopismo liczyło 32 strony, drukowano je na wysokiej jakości papierze oraz bogato ilustrowano.